# Cynanchum marnieranum
Cynanchum marnieranum är en oleanderväxtart som beskrevs av Werner Rauh. Cynanchum marnieranum ingår i släktet Cynanchum och familjen oleanderväxter. Inga underarter finns listade i Catalogue of Life.